# Marzena Diakun
Pour les articles homonymes, voir Diakun.
Marzena Małgorzata Diakun, née le 3 avril 1981 à Koszalin, est une cheffe d'orchestre polonaise.

## Biographie
Après des études à l'Académie de musique Karol Lipiński à Wrocław et l'obtention de son diplôme, Marzena Diakun poursuit sa formation en direction d'orchestre à Vienne auprès de Uroš Lajovic (en) (Académie de musique et des arts du spectacle de Vienne) et suit les masterclasses de Howard Griffiths (en), Colin Metters (en) à Zürich (2003), Kurt Masur (2003) et Pierre Boulez (Académie du Festival de Lucerne en 2011).  
En 2015 et 2016, elle est l'assistante de Mikko Franck à l'Orchestre philharmonique de Radio France à Paris.
Marzena Diakun enseigne la direction d'orchestre à Wroclaw à l’Académie Lipiński où elle a fait ses études.
Elle est la première cheffe invitée de l'Orchestre de chambre de Paris en 2020 et 2021.
En 2020, elle est nommée directrice artistique et cheffe principale de l'Orchestre de la Communauté de Madrid à compter de la saison 2021,, poste qu'elle occupe jusqu'en 2024.
En 2025, elle est nommée à la tête du Staatsorchester Rheinische Philharmonie (en) de Coblence, comme cheffe désignée dès mai 2025 puis comme directrice musicale à partir de la saison 2026-2027.

## Récompenses et nominations
- 2007, 2e Prix au Concours du Festival du Printemps de Prague.
- 2012, 2e Prix au Concours international de chefs d'orchestre Grzegorz-Fitelberg de Katowice.
- 2015, Conducting Fellowship au festival de musique de Tanglewood.
- 2015, prix Taki Concordia, bourse établie par l'Américaine Marin Alsop, chef d'orchestre.